# Ейдономія
Ейдономія — це вивчення зовнішнього вигляду організму.
Є протилежністю анатомії, яка вивчає внутрішню морфологію. Ейдономія переважала на ранніх етапах розвитку біології, зараз втратила своє окреме значення, зокрема оскільки дає менше нової інформації про організми, ніж анатомія, і тому зовнішній вигляд форми життя зазвичай вивчається як частина загальних досліджень морфології, наприклад, у контексті філогенетичних досліджень.